# Lust For Youth
Lust For Youth er en dansk-svensk elektronisk musikgruppe, der blev grundlagt af Hannes Norrvide i begyndelsen af 2010'erne. Projektet startede som et soloprojekt med en rå, lo-fi æstetik, der af Pitchfork blev beskrevet som "scrappy cold wave production that is both intelligent and infectious". Med udgivelser som Solar Flare og Growing Seeds etablerede Lust For Youth sig inden for en minimalistisk og kølig post-punk lyd. Da Malthe Fischer blev en del af gruppen, udviklede musikken sig i en mere melodisk retning, hvilket kan høres på album som International (2014) og Compassion (2016).
Lust For Youth har gennem årene bevæget sig fra undergrundens cold wave til et mere poleret og genremæssigt bredt udtryk. Som duo har de eksperimenteret med nye lydlandskaber på nyere singler som Accidental Win og Blue Suzuki.

## Diskografi

### Album
- Solar Flare (2011)
- Growing Seeds (2012)
- Pomegranate (med Croatian Amor) (2013)
- Perfect View (2013)
- International (2014)
- Compassion (2016)
- Lust For Youth (2019)
- All Worlds (med Croatian Amor) (2025)

### Singler / EP
- Lust For Youth / Blessure Grave (2010)
- The Glass House Etiquette (2011)
- Saluting Rome (2012)
- Chasing The Light (2013)
- Running (2014)
- Sister (2014)
- Better Looking Brother (2015)
- Tokyo (2016)
- Accidental Win (2022)
- Giorgia (2023)
- Blue Suzuki (2023)
- Jean Genet (2024)